# 学清路
40°00′37″N 116°20′46″E / 40.01030°N 116.34614°E
学清路是一条位于北京市海淀区的道路，南北走向，词源为「从学院路到清河镇的路」，以两端地名首字合而称之。该路南起清华东路，与学院路相连，北至与北五环、京藏高速公路、双清路交汇的上清桥，全长2770米。原为农田和土路，始建于1954年，1982年连贯土路，改拓今状，1984年扩建至23米宽。北京地铁昌平线南延段有部分位于学清路下方。